# Recherche scientifique en Haïti
 (octobre 2023).
La mise en forme du texte ne suit pas les recommandations de Wikipédia : il faut le « wikifier ».
Les points d'amélioration suivants sont les cas les plus fréquents. Le détail des points à revoir est peut-être précisé sur la page de discussion.
- Les titres sont pré-formatés par le logiciel. Ils ne sont ni en capitales, ni en gras.
- Le texte ne doit pas être écrit en capitales (les noms de famille non plus), ni en gras, ni en italique, ni en « petit »…
- Le gras n'est utilisé que pour surligner le titre de l'article dans l'introduction, une seule fois.
- L'italique est rarement utilisé : mots en langue étrangère, titres d'œuvres, noms de bateaux, etc.
- Les citations ne sont pas en italique mais en corps de texte normal. Elles sont entourées par des guillemets français : « et ».
- Les listes à puces sont à éviter, des paragraphes rédigés étant largement préférés. Les tableaux sont à réserver à la présentation de données structurées (résultats, etc.).
- Les appels de note de bas de page (petits chiffres en exposant, introduits par l'outil «  Source ») sont à placer entre la fin de phrase et le point final[comme ça].
- Les liens internes (vers d'autres articles de Wikipédia) sont à choisir avec parcimonie. Créez des liens vers des articles approfondissant le sujet. Les termes génériques sans rapport avec le sujet sont à éviter, ainsi que les répétitions de liens vers un même terme.
- Les liens externes sont à placer uniquement dans une section « Liens externes », à la fin de l'article. Ces liens sont à choisir avec parcimonie suivant les règles définies. Si un lien sert de source à l'article, son insertion dans le texte est à faire par les notes de bas de page.
- La présentation des références doit suivre les conventions bibliographiques. Il est recommandé d'utiliser les modèles {{Ouvrage}}, {{Chapitre}}, {{Article}}, {{Lien web}} et/ou {{Bibliographie}}. Le mode d'édition visuel peut mettre en forme automatiquement les références.
- Insérer une infobox (cadre d'informations à droite) n'est pas obligatoire pour parachever la mise en page.

Pour une aide détaillée, merci de consulter Aide:Wikification.
Si vous pensez que ces points ont été résolus, vous pouvez retirer ce bandeau et améliorer la mise en forme d'un autre article.
 (novembre 2023).
En Haïti, la recherche scientifique demeure une entreprise très difficile. Plusieurs raisons peuvent expliquer ce problème : d’une part, il n'existe pas de véritable politique publique en faveur des sciences, ni de ressources humaines qualifiées pour la conduite de programmes de recherche. Le phénomène du brain drain est l’un des principales causes de ce manque de ressources humaines : confronté à une situation économique, sociale et politique des plus désastreuses de la planète, Haïti n’arrive pas à retenir ces chercheurs, scientifiques et universitaires. D’autre part, dans le secteur public comme dans le privé, les décisions ne sont pas fondées sur les conclusions de recherches scientifiques. Ainsi la recherche scientifique reste peu valorisée par les deux secteurs et sous-financée.
Les chercheurs scientifiques travaillent ainsi souvent dans des conditions difficiles avec des ressources limitées. Leur travail vise à résoudre des problèmes locaux dans la santé publique, l’agriculture durable, la protection de l’environnement et tant d'autres.
Il y a plusieurs organisations, institutions universitaires et laboratoires de recherche dans le pays qui se concentrent sur la recherche scientifique comme : CREGED , LAQUE , CRAPU , CHIBAS , CERED , EDSE , Le Scientifique , ISTEAH  ou encore l'Université Quisqueya . 

## État de la recherche
En Haïti, la recherche se fait essentiellement au niveau des universités. Elle est très faiblement financée au sein de celles-ci, principalement par manque de ressources financières. Une analyse bibliométrique sur la production des chercheurs révèle un faible niveau de publications des chercheurs haïtiens. De 1900 à 2017, seules 883 publications de chercheurs haïtiens, dont 80% cosignées avec des chercheurs internationaux, ont été repérées sur le Web of Science. Des recherches effectuées dans la base de données Scopus sur la performance des universités haïtiennes en matière de publications scientifiques retrouvées dans des revues classées dans le Web of Science en vue de déterminer le classement scientifique d’Haïti ne révèle la présence d’aucune universités haïtienne dans ce classement. Aucune des universités du pays ne figure sur la liste des meilleures universités d’Amérique latine dans le classement mondial des universités QS pour l’année 2023.

### Les défis de la publication scientifique en Haïti
En Haïti, la communication reste un défi majeur pour la vulgarisation des recherches scientifiques. La recherche scientifique est principalement publiée en français. Seule 42% de la population haïtienne est en mesure de s’exprimer en français et la majorité parle le créole , qui est la langue officielle du pays. Cela empêche la diffusion des connaissances dans le pays, malgré des recherches axées sur des problématiques locales. 

### Rôle des chercheurs
Les chercheurs jouent un rôle crucial dans la société en effectuant des recherches et en développant des solutions innovantes pour résoudre des problèmes dans divers domaines, de la médecine à l'ingénierie en passant par l'environnement. Ils contribuent à faire progresser la science et à améliorer la vie des gens à travers des programmes comme l'étude de la matière organique des sédiments pour modéliser les évolutions de l'environnement au cours du dernier millénaire à l'aide d'une carotte de sédiments du lac Azuei en Haïti.

## Perspectives
Malgré la situation critique de la recherche scientifique en Haïti, des initiatives encourageantes sont prises au niveau de l’État comme des universités afin d’encourager les chercheurs dans leur vocation. Ainsi pour supporter la recherche scientifique en Haïti, la Banque de la république d'Haïti a créé le fonds BRH pour la recherche et le développement afin d’encourager des initiatives de recherche jugées importantes pour la société et contribuer au renforcement de la production scientifique dans le pays.
D’autre part, les universités continuent, en dépit des difficultés, d’être des lieux de productions scientifiques croissantes. Ainsi, des recherches réalisées sur la production scientifique à l’université Quisqueya sur la base d’indicateurs bibliométriques et altmétriques dans les domaines de l’environnement, de l’agronomie et de la santé ont permis d’apprécier une augmentation du RG-Score des chercheurs de l’université de 19.09 pour l’agronomie, de 18.91 pour la santé et de 37.9 pour l’environnement. D’autre part, le nombre de citations, un indicateur bibliométrique, a augmenté de 21,93 % pour l’agronomie, 27,78 % pour l’environnement et de 17,47 % pour le domaine de la santé pour la période de janvier à décembre 2020.
Le score de certains indicateurs, comme la bibliométrie, a augmenté dans différents domaines, comme l’environnement, la santé et l’agronomie via des recherches réalisées à l’université Quisqueya,.